# مجلس نواب تينيسي
مجلس نواب تينيسي (بالإنجليزية: Tennessee House of Representatives)‏ هو مجلس النواب التشريعي لولاية تينيسي الأمريكية، يقع المقر الرئيسي له في Tennessee State Capitol ‏، وهو المجلس الأدنى في جمعية تينيسي العامة.

## طالع أيضًا
- جمعية تينيسي العامة